# Holger Drachmann

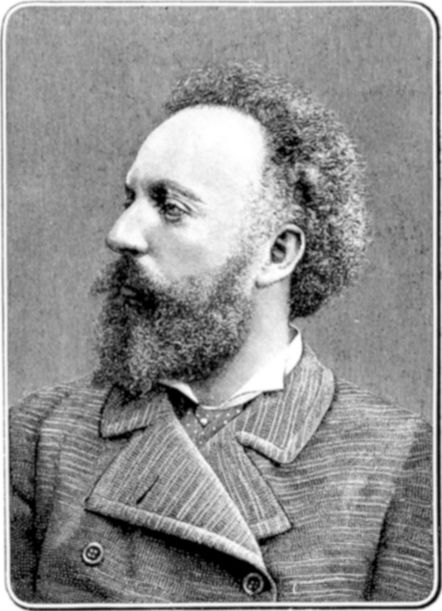
Holger Drachmann, 1888

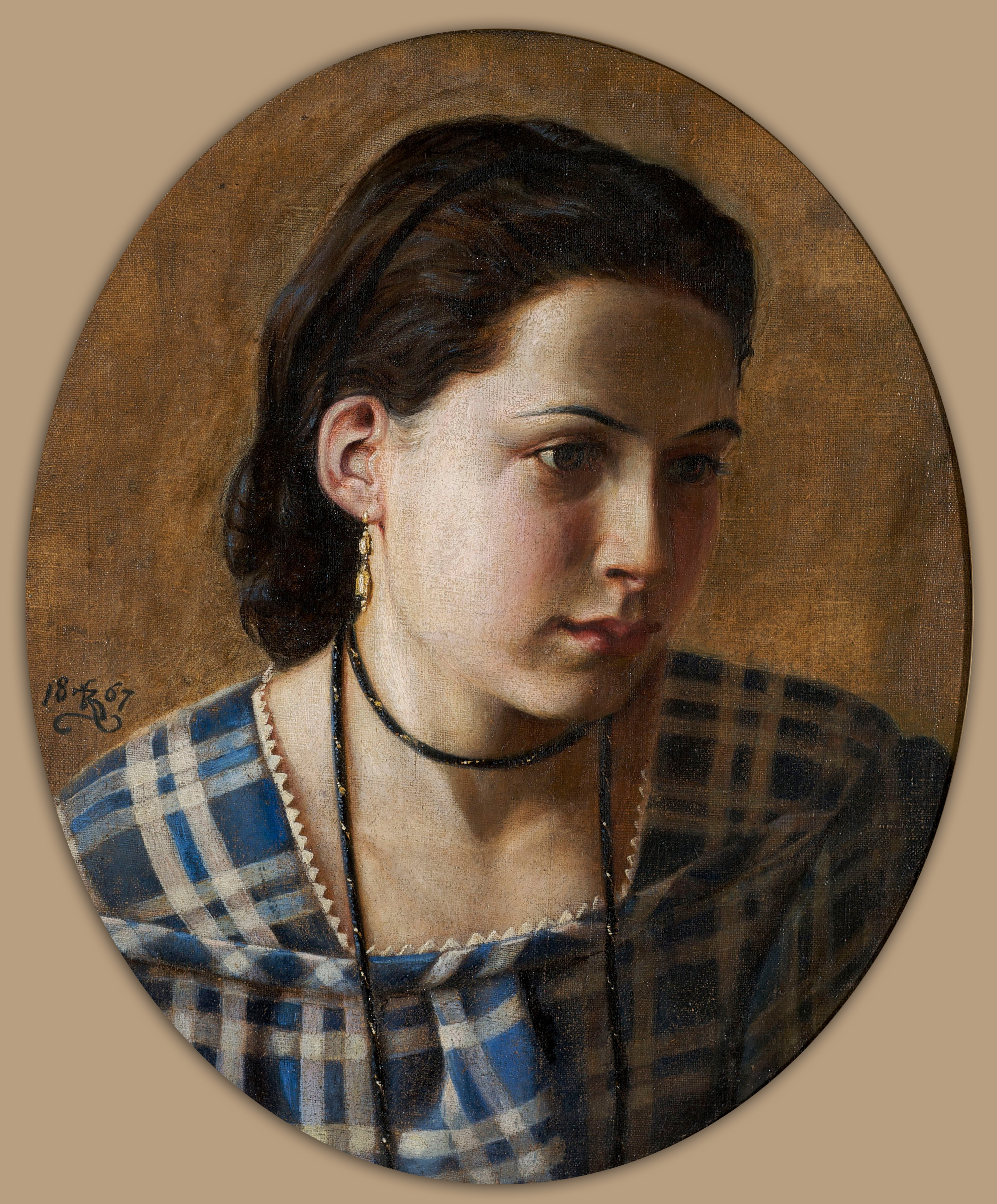
Vilhelmine Charlotte Erichsen, Drachmanns eerste vrouw, geschilderd door Kristian Zahrtmann. (Bornholms Kunstmuseum)

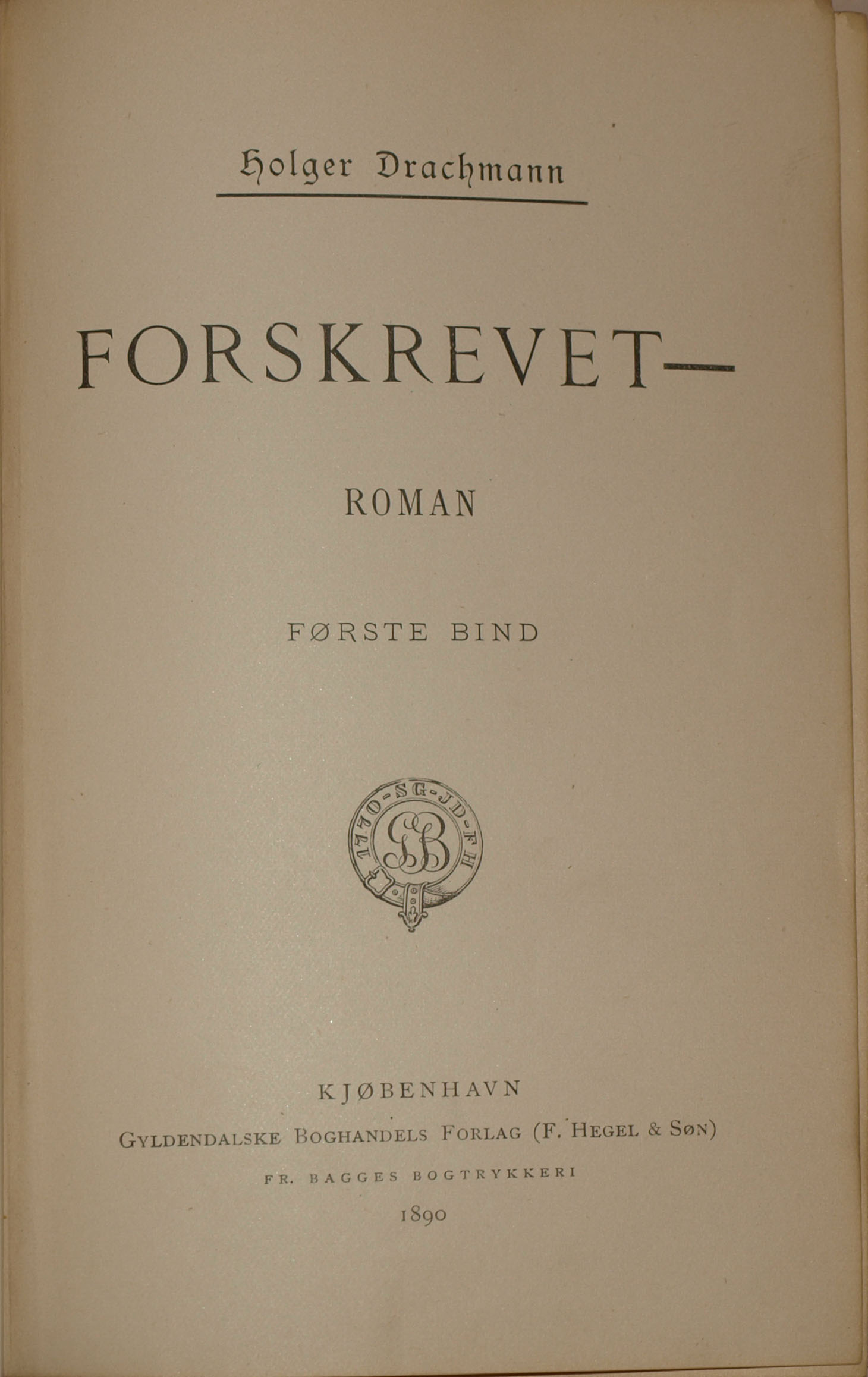
Titelpagina van de eerste uitgave van Holger Drachmanns roman Forskrevet, verschenen bij uitgeverij Gyldendal in 1890.

Holger Henrik Herholdt Drachmann (Kopenhagen, 9 oktober 1846 - Hornbæk, 14 januari 1908) was een Deense dichter en kunstschilder. Hij wordt beschouwd als een van de vooraanstaande kunstenaars van Det Moderne Gennembrud.

## Biografie
Hoewel hij werd opgeleid als schilder, won de dichtkunst zijn gunst. In 1868 werd hij door zijn familie naar Bornholm gestuurd. Hier werd hij opgeleid als schilder. Hij was veel samen met de Bornholmse schilder Kristian Zahrtmann.
Op 3 november 1871 trouwde hij in Gentofte met Vilhelmine Erichsen, die hij op Bornholm had leren kennen.
Drachmanns literaire doorbraak kwam in 1872 met zijn bundel Digte (gedichten). Hij stond bekend als een man die zich door vele vrouwen liet inspireren, hetgeen ook vaak tot schandalen leidde.
Het huwelijk met Vilhelmine liep in 1874 reeds op de klippen. Vilhelmine trouwde kort daarna met de rijke landman Valdemar Hilarius-Kalkau die tevens Drachmanns dochter Eva adopteerde. Drachmann begon hierna een affaire met een getrouwde vrouw, genaamd Polly, maar zij beëindigde de affaire kort nadat ze hem een dochter had geschonken.
Hij ontmoette vervolgens een meisje in Hamburg met de naam Emmy. Zij voelde zich aangetrokken tot hem, en hij vertrouwde haar zijn levensverhaal toe. Toen Emmy te weten kwam dat het haar zus Polly was die van Drachmann was weggevlucht, vluchtte Emmy naar Engeland. Toch was haar genegenheid voor hem groter, en de twee trouwden. Drachmanns dochter met Polly werd door de twee geadopteerd, en er volgden nog vier kinderen samen met Emmy, tot zij in 1887 tijdens haar laatste bevalling ziek werd. Een van zijn dochters stierf datzelfde jaar aan difterie.
Holger werd kort daarna verliefd op Amanda Nielsen die hij Edith noemde. Zij werd zijn grootste muze, hoewel hij er vele voordien had gehad. Hij liet zich echter niet scheiden van Emmy. Amanda vond echter een rijke worstenmaker en verbrak het contact met Holger die intussen ook met de Noorse zangeres Bokken Lasson betrekkingen was aangegaan. Dat duurde echter niet lang want hij werd verliefd op haar dominante zuster Soffi Lasson. Zij dwong hem om zich in 1903 van Emmy te laten scheiden.
Drachman verbleef aan het einde van de negentiende eeuw regelmatig in Skagen om er te schilderen te midden van de Skagenschilders. Hij stierf in 1908 te Hornbæk en werd begraven in Skagen. Het was Emmy die Holgers leven, vijf jaar na Holgers dood, op papier zette. Het manuscript Edit werd in 1990 door de familie aan Det Kongelige Bibliotek geschonken.
Emmy stierf rond 1928. Edith, die twaalf jaar jonger was, stierf op 87-jarige leeftijd in 1953. Zij kreeg geen kinderen met Drachmann. Soffi was zijn laatste vrouw.

## Werken
Enkele van Drachmanns werken:
- Med Kul og Kridt (1872) (met Kool en Krijt)
- Digte (1872) (Gedichten)
- Prinsessen og det halve kongerige (1878)
- Østen for Sol og Vesten for Måne (1880) (Ten Oosten van de Zon en ten Westen van de Maan)
- Skyggebilleder (1883) (Schaduwplaatjes)
- Strandby Folk (1883, toneelstuk in 4 aktes, Muziek van Julius Bechgaard)
- Der var engang (1885); (Er was eens) zangstuk incl. Midsommervisen Midzomerwijsjes)
- Sangenes Bog (1889); op muziek gezet door Christian Sinding in zijn Digte af sangenes bog af Holger Drachmann opus 13
- Forskrevet (1890) (voorgeschreven)
- Vølund Smed (1894) (Smit van Vølund)
- Erindringen (1904) (Herinneringen)

Zie ook
- Snefrid
- Symfonie nr. 1 (Bendix)

## Galerij

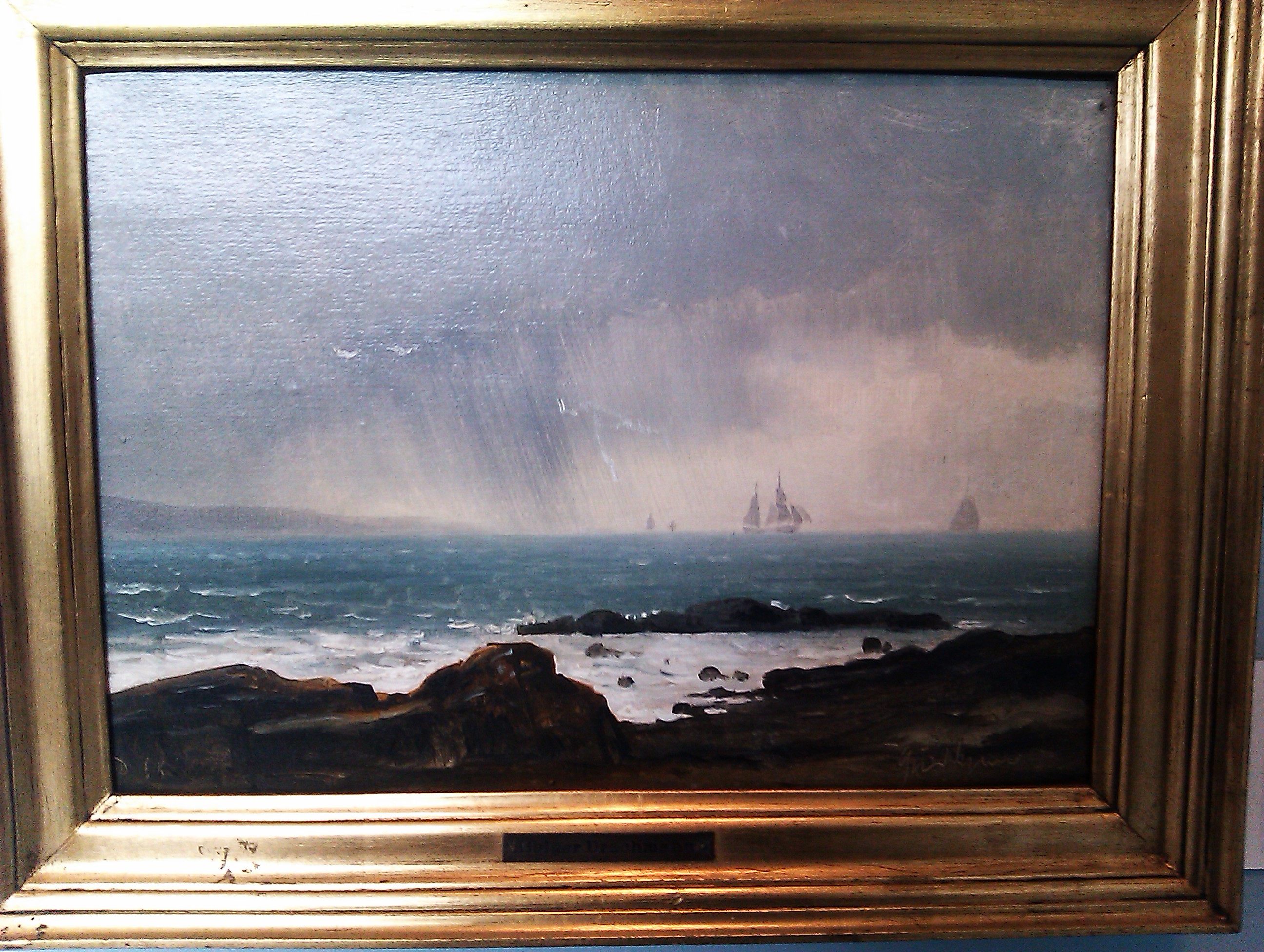
Schilderij van Drachmann, 1868, Bornholms Kunstmuseum
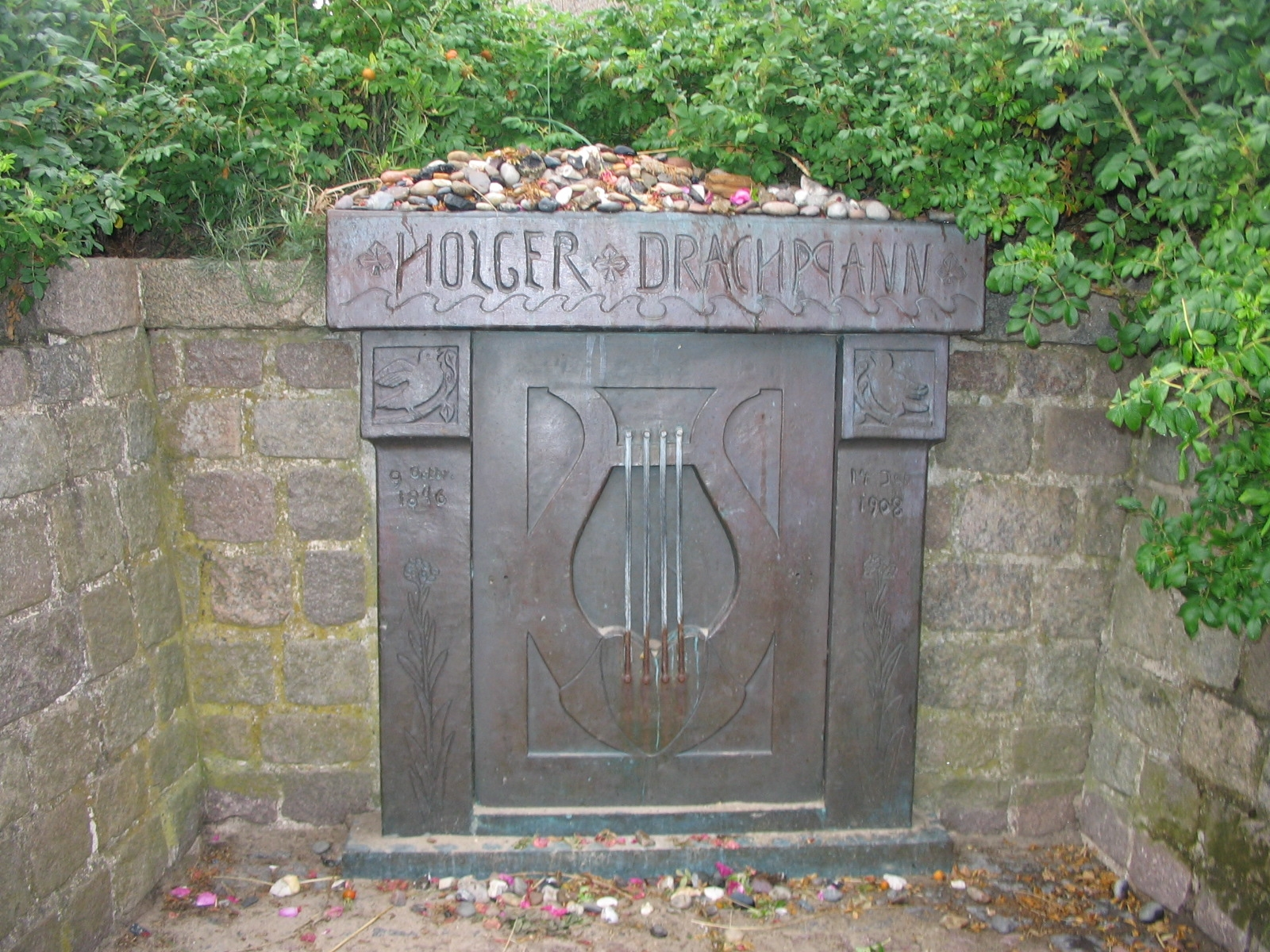
Drachmanns graf. Grenen, Skagen
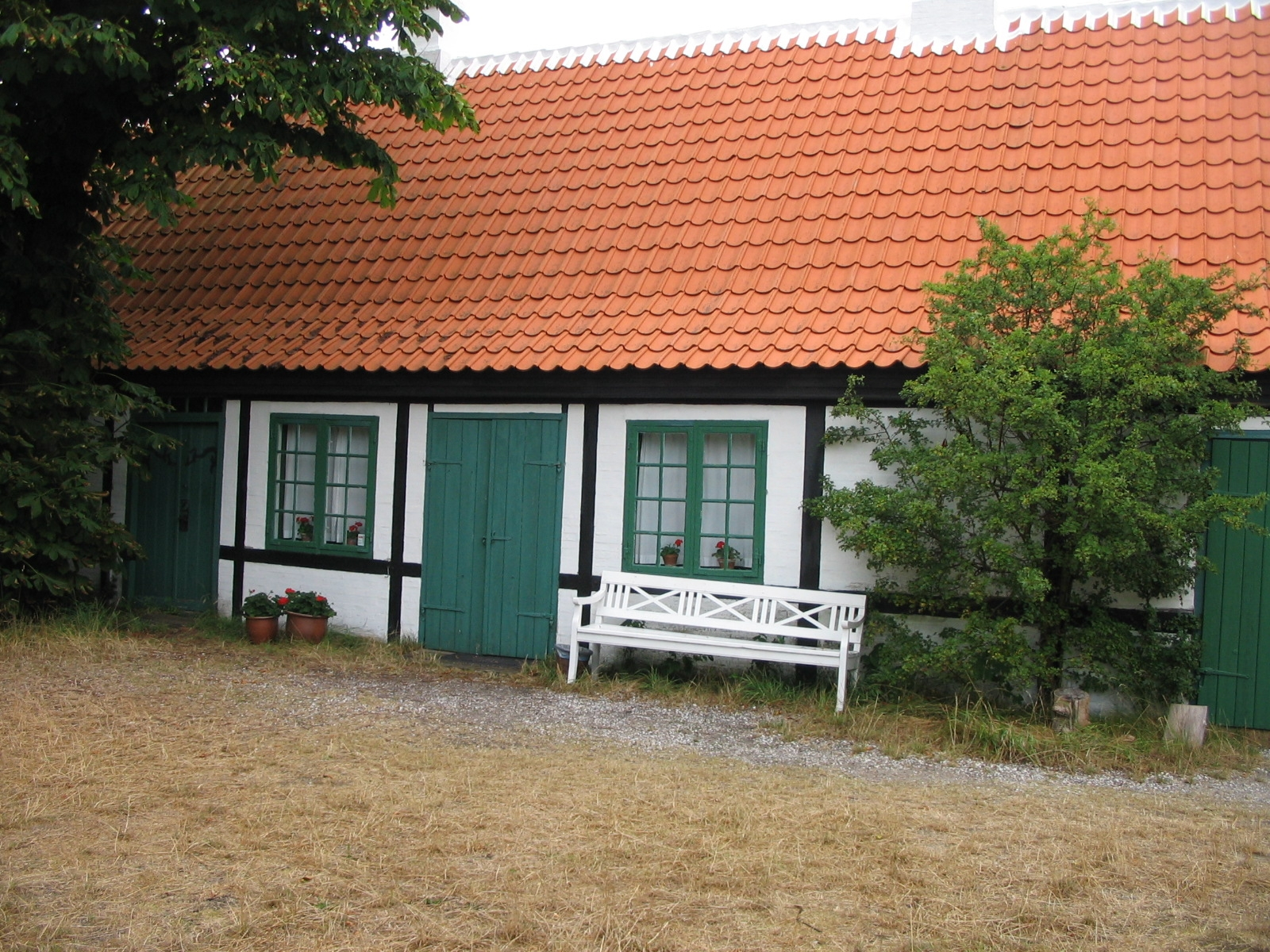
Holger Drachmanns huis "Villa Pax", Skagen
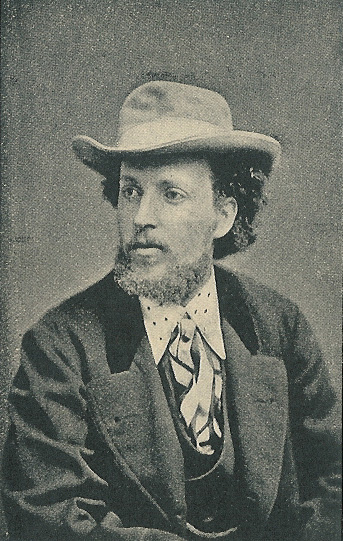
Fotografie van Holger Drachmann
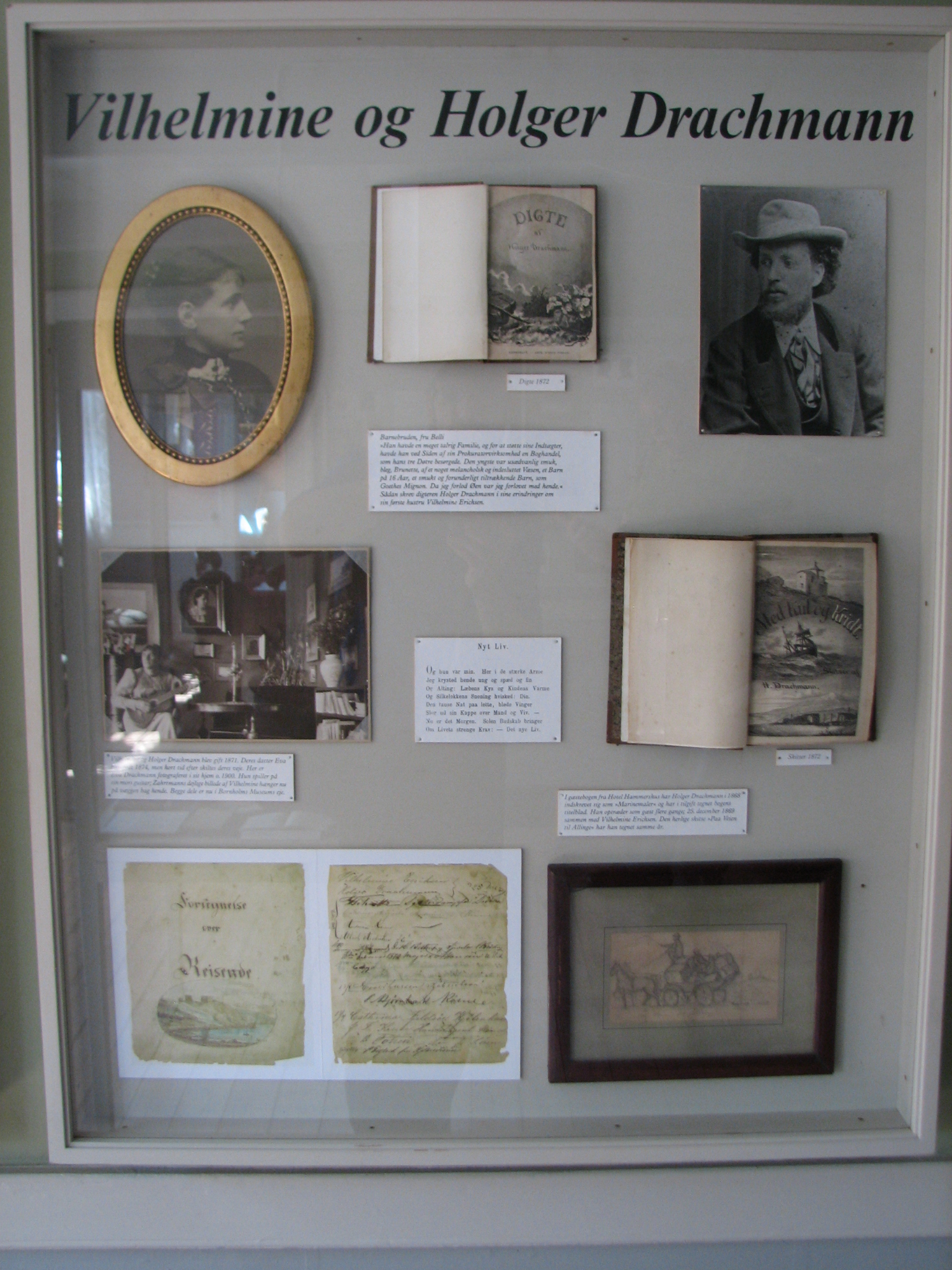
Vilhelmine Erichsen & Holger Drachmann.

## Legaat
Drachmannlegatet (het Drachmann-legaat) is een beurs die sinds 1917 jaarlijks op Holger Drachmanns verjaardag (9 oktober) wordt uitgekeerd aan een Deense literaire schrijver. De bekostiging kwam oorspronkelijk voort uit de exploitatie van het museum in Drachmanns huis, de Villa Pax in Skagen. In de jury hebben schrijvers zitting naast vertegenwoordigers van Skagens Museum. Tot de gelauwerden behoren Klaus Rifbjerg (2013), Jens Christian Grøndahl (2002), Inger Christensen (1996), Jørgen Leth (1995), Hans Scherfig, (1954), William Heinesen (1952), Kjeld Abell (1951), Tove Ditlevsen (1945), Jeppe Aakjær (1928) en Johannes V. Jensen (1918).